# 腺毛鳞毛蕨
腺毛鳞毛蕨（学名：Dryopteris sericea）为鳞毛蕨科鳞毛蕨属下的一个种。